# Жеравица, Ранко
Ранко Жеравица (серб. Ранко Жеравица; 17 ноября 1929, Драгутиново, Королевство Югославия — 29 октября 2015, Белград, Сербия) — югославский и сербский баскетбольный тренер и администратор. С мужской сборной Югославии — чемпион мира 1970 года и Олимпийский чемпион 1980 года, неоднократный призёр Олимпийских игр, чемпионатов мира и чемпионатов Европы. Обладатель Кубка Корача (1977/78) с клубом «Партизан» (Белград). Член Зала славы ФИБА с 2007 года.

## Биография
Ранко Жеравица, уроженец деревни Драгутиново (недалеко от Кикинды, ныне Сербия), увлекался баскетболом с молодости. Он окончил игровую карьеру в начале 1950-х годов и решил продолжить свой путь в баскетболе как тренер. В это время в Белграде действовали два основных центра подготовки баскетбольных тренеров — первый в границах Калемегдана, где располагались тренировочные комплексы клубов «Црвена звезда» и «Партизан», а второй в районе Црвени-Крст, где играл клуб «Раднички». Жеравица получил тренерское образование во втором и после этого тренировал «Раднички», с которыми оставался вплоть до 1966 года.
В 1960 году Жеравицу пригласили в мужскую сборную Югославии помощником главного тренера — этот пост в то время занимал Александр Николич. Жеравица работал с Николичем до 1965 года, за это время поучаствовав в завоевании первой в истории сборной Югославии медали чемпионатов Европы — в 1961 году в Белграде хозяева площадки стали серебряными призёрами, уступив в финале сборной СССР с разницей в 7 очков.
В 1966 году Жеравица сменил Николича на посту главного тренера сборной. Намечавшийся на этот год чемпионат мира в Монтевидео (Уругвай) в связи со сложной политической обстановкой в этой стране был отложен на год, и вместо него ФИБА решила провести в Чили неофициальный международный турнир с участием лучших баскетбольных сборных. На этом турнире югославы, за которых играл Радивой Корач, заняли первое место, опередив сборные СССР и США. На следующий год на чемпионат мира Жеравица привёз в составе сборной Крешимира Чосича, которому на тот момент не исполнилось и 18 лет. Другой игрок сборной, Иво Данеу, стал самым ценным игроком (MVP) чемпионата, а югославская команда завоевала серебряные медали. Позже в том же году на чемпионат Европы в Хельсинки Жеравица приехал с чрезвычайно молодым составом — помимо Чосича, за команду играли 19-летние Любодраг Симонович, Драган Капичич, Алёша Жорга и Горан Брайкович. Эксперимент обернулся неудачей — югославы заняли на чемпионате лишь девятое место. Однако уже на следующий год сборная под руководством Жеравицы впервые за историю обыграла в официальном матче советскую команду и стала серебряным призёром Олимпиады в Монреале, лишь в финале уступив американцам, за которых тогда выступали Спенсер Хейвуд и Джо Джо Уайт.
В следующие три года Жеравица завоевал со сборной Югославии серебряные медали чемпионатов Европы в Италии и ФРГ, а в промежутке, в 1970 году, выиграл чемпионат мира в Любляне. В составе чемпионов мира играли четверо из пяти молодых баскетболистов, участвовавших в провальном чемпионате Европы 1967 года — лишь Брайковича сменил их сверстник Никола Плечаш. К этим «молодым львам» также добавились Дамир Шолман и Винко Еловац. Кроме них, за сборную выступали ветераны Иво Данеу и Трайко Райкович и ряд игроков среднего возраста. В решающем матче чемпионата, проводившегося по круговой системе, югославы обыграли сборную США.
После пятого места сборной на Олимпиаде в Мюнхене Жеравица расстался с национальной командой и вернулся в клубный баскетбол, став главным тренером белградского «Партизана». Этот клуб с момента своего основания пребывал на вторых ролях в столичном баскетболе, уступая соперникам из «Црвены звезды», и долгое время не завоёвывал никаких титулов. За первый период работы Жеравицы с «Партизаном» званий также не прибавилось, но тренер заложил основы для будущих успехов. Главным его достижением стало создание атакующего тандема из Драгана Кичановича и Дражена Далипагича: если первый пришёл из «Бораца» (Чачак) уже в ранге состоявшейся звезды, то Далипагич начинал спортивную карьеру как футболист мостарского «Вележа» и впервые начал играть в баскетбол только в 15 лет.
«Партизан» завоевал свой первый титул чемпионов Югославии в 1976 году, уже с другим главным тренером — Бориславом Чорковичем. Жеравица в это время впервые в карьере тренировал зарубежный клуб — в 1974 году контракт с ним подписала каталонская «Барселона». С этой командой югославский тренер проработал два сезона, однако больше половины игроков, которые пришли в «Барселону» при нём, остались с клубом на десятилетие.
По окончании работы с «Барселоной» Жеравица вернулся в «Партизан». Под его руководством клуб завоевал в сезоне 1977/78 Кубок Корача, победив в финале в Баня-Луке в дополнительное время сараевскую «Босну». В этом матче Далипагич набрал 48 очков, а Кичанович — 33. Несколько дней спустя в Белграде «Босна», однако, взяла реванш, победив «Партизан» в решающем матче чемпионата Югославии; таким образом, Жеравице и во второй срок с «Партизаном» не удалось выиграть национальное первенство. Тем не менее этот сезон был для «Партизана» историческим — клуб набирал в чемпионате Югославии в среднем больше 110 очков за матч, а таблицу бомбардиров первенства возглавили Далипагич с 34,4 очка и Кичанович с 33,7 очка за игру.
По окончании этого сезона Жеравица вторично покинул «Партизан», который с Душаном Ивковичем завоевал свой следующий чемпионский титул уже через год. В 1980 году Жеравицу вновь пригласили на пост главного тренера сборной Югославии, и под его руководством команда завоевала чемпионский титул на московской Олимпиаде. Этот успех стал первым в своём роде в истории югославского баскетбола и с тех пор повторён не был. Через два года Жеравица в последний раз возглавил национальную команду на чемпионате мира в Колумбии и привёл её к бронзовым медалям.
Впоследствии Жеравица продолжал тренировать различные клубы в Италии, Испании и у себя на родине, в 1996 году наконец став чемпионом Югославии с «Партизаном». Он был женат на Заге Симич — бывшей звезде клуба «Раднички» и баскетбольной сборной Югославии. В 2003 году, будучи директором по спортивным вопросам испанского клуба «Сарагоса», Жеравица в последний раз на некоторое время занял пост главного тренера. В последние годы жизни у него начались проблемы с сердцем, и в 2005 году он перенёс инфаркт, заставший его дома в Сарагосе. Лечиться Жеравица приехал в Белград, где и скончался в октябре того же года.

## Награды и звания
За карьеру тренера Ранко Жеравица завоевал следующие титулы:
- Чемпион (1980) и серебряный призёр (1968) Олимпийских игр
- Чемпион (1970), серебряный (1967) и бронзовый призёр (1982) чемпионатов мира
- Двукратный серебряный призёр чемпионатов Европы (1969, 1971)
- Обладатель Кубка Корача (1978)
- Чемпион Югославии (1996)

В 2007 году имя Жеравицы было включено в списки Зала славы ФИБА. Он неоднократно становился также номинантом на включение в списки Баскетбольного зала славы в Спрингфилде (США). Вскоре после смерти Жеравицы, в 2016 году, дворец спорта в Новом Белграде был переименован в его честь.